# Públio Sextílio
Públio Sextílio (em latim: Publius Sextilius) foi um político e general romano no século I a.C. que foi pretor (92 a.C.) e governador da África durante a guerra civil entre Sula e Mário na década de 90 a.C.. Como propretor em 88 a.C., Sextílio recusou o pedido de exílio de Caio Mário e seus aliados na África.

## Mário na África
Plutarco apresenta uma versão fortemente romanceada sobre como Sextílio rejeitou Mário e apresenta inclusive uma lição de moral:
| “ | O governador romano da África nesta época era Sextílio, um homem que não havia recebido nem bem e nem mal pelas mãos de Mário, mas que, como seria de se esperar, apenas a pena o moveria a ajudar alguém. Nem bem Mário havia desembarcado com uns poucos companheiros quando um oficial foi encontrá-lo, se postou diante dele e disse: «Sextílio, o governador, te proíbe, Mário, de pisar na África; e se tu desobedecerdes, ele declara que irá fazer cumprir os decretos do Senado e irá tratá-lo como um inimigo de Roma.» Ao ouvir isto, Mário ficou mudo pelo pesar e indignação, e por um longo tempo permaneceu quieto, encarando firmemente o oficial. Então, quando perguntado por ele o que ele tinha a dizer e qual resposta deveria levar ao governador, ele respondeu com profundo suspiro: «Diga-lhe, então, que tu vistes Caio Mário um fugitivo sentado entre as ruínas de Cartago.» E não foi de forma inábil que ele comparou o destino daquela cidade com a reversão de sua própria sorte. | ” |
|   | — Plutarco, Vidas Paralelas, Vida de Mário 40.3.4. |   |

Pouco se sabe deste Sextílio. É provável que ele tenha pertencido à gente Sextília, que utilizava o prenome "Públio", entre os quais um pretor do século II a.C. de cuja autoria um fragmento de uma carta sobreviveu. Antigamente, uma moeda era interpretada como tendo sido cunhada por Sextílio como pretor e propretor, mas ela foi datada depois como sendo do período augustano.
Antes da chegada de Mário na África, Sextílio vinha assumindo uma posição neutra na guerra civil. Ele havia permitido que alguns dos aliados de Mário se juntassem a Hiempsal II, rei da Numídia, que na época estava tentando conquistar a confiança dos marianos em nome de Sula. Se Sextílio de fato estava falando sério sobre levar adiante a ameaça de tratar Mário como inimigo público — um decreto que sancionava sua execução de imediato — ele provavelmente teria deixado Mário desembarcar primeiro e não teria alertado-o antes. A dificuldade da posição de Sextílio pode ser inferida pelas consequências de sua decisão: como ele não assumiu nenhum outro cargo conhecido, é bastante provável que ele tenha conseguido desagradar ambos os lados do conflito.

## Data do pretorado
Cícero escreveu sobre um "Públio Sextílio Rufo" que alegava estar obrigado pelo seu juramento de ofício a seguir a Lex Voconia e privar uma jovem de sua herança. E. Badian defendeu que este Sextílio é o mesmo que foi governador da África e data seu pretorado em 92.

## Interesses literários
Há alguns indicativos de que Públio Sextílio tenha sido um patrono da literatura. Quando Cássio Dionísio, de Útica, traduziu o grande tratado agrícola de Magão, o Cartaginês, para o grego, ele dedicou a obra a Sextílio.